# 阿夫爾河 (索姆河支流)
阿夫爾河（法語：Avre，發音：[avʁ] ⓘ）是法國的河流，位於該國北部皮卡第，屬於索姆河的左支流，河道全長66公里，流域面積1,150平方公里，平均流量每秒5.1立方米，河口處在隆戈。

## 外部連結
- http://www.geoportail.fr （页面存档备份，存于）
- The Avre at the Sandre database